# Kandahar (film)
Pour les articles homonymes, voir Kandahar (homonymie).
Pour plus de détails, voir Fiche technique et Distribution.
Kandahar (en persan : ﺳﻔﺮ قندهار, Safar-e Qandahār) est un film iranien réalisé par Mohsen Makhmalbaf en 2001.

## Synopsis
Après avoir reçu une lettre suicidaire de sa sœur, Nafas, une réfugiée afghane au Canada décide de se rendre à Kandahar pour lui venir en aide. Parce qu'elle est journaliste, elle doit entrer en Afghanistan clandestinement et parcourir rapidement son chemin à pied pour retrouver sa pauvre sœur. En route, elle rencontre plusieurs personnes lui rappelant les conditions difficiles qu'elle a toujours cherché à fuir et qu'elle retrouve, malgré elle, pour sauver sa sœur.

## Fiche technique
- Photographie : Ebrahim Ghafouri
- Musique : Mohamad Reza Darvishi
- Langue : persan
- Format : Couleur - 1,85:1

## Distribution
- Ike Ogut : Naghadar
- Nelofer Pazira (VF : Odile Cohen) : Nafas
- Hassan Tantai (VF : François Siener) : Tabib Sahid
- Hoyatala Hakimi (VF : Philippe Fretun) : Hayât
- Sadou Teymouri (VF : Lazare Herson-Macarel) : Khak
- Monica Hankievich :
- Noam Morgensztern :
- Zahra Shafahi :
- Safdar Shodjai :
- Mollazaher Teymouri :

Source et légende : Version française (VF) sur le site d’AlterEgo (la société de doublage)

## Récompenses
En tout, neuf récompenses à l'International, dont:
- Prix Œcuménique, Cannes, 2001
- Médaille Frederico Fellini, UNESCO, 2001 à Paris
- Prix du public, Festival des cinémas du sud, 2001